# Christian Morgenstern
Christian Morgenstern (n. 6 mai 1871, München, Imperiul German – d. 31 martie 1914, Merano, Trentino-Tirolul de Sud, Italia) a fost un poet, scriitor și traducător german. Între cele mai cunoscute opere ale sale se numără "Galgenlieder" (1905) și "Palmström" (1910). A tradus de asemenea numeroase lucrări, inclusiv cele ale lui Henrik Ibsen. Opera sa poetică și filosofică a fost în mod deosebit influențată de Nietzsche și Rudolf Steiner, fondatorul antroposofiei.

## Scrieri
- 1899: Ein Sommer ("O vară");
- 1905: Galgenlieder ("Cântece de spânzurătoare");
- 1910: Palmström;
- 1910: Einkehr ("Reculegere");
- 1911: Ich und Du ("Eu și tu");
- 1914: Wir fanden einen Pfad ("Am găsit o cale");
- 1918: Stufen. Eine Entwicklung in Aphorismen und Tagebuch-Notizen ("Trepte. O evoluție spirituală în aforisme și însemnări zilnice");
- 1952: Christian Morgenstern. Ein Leben in Briefen ("Christian Morgenstern. O viață în scrisori").

## Vezi și
- Traducere de poezii de Mihail Nemeș

## Legături externe

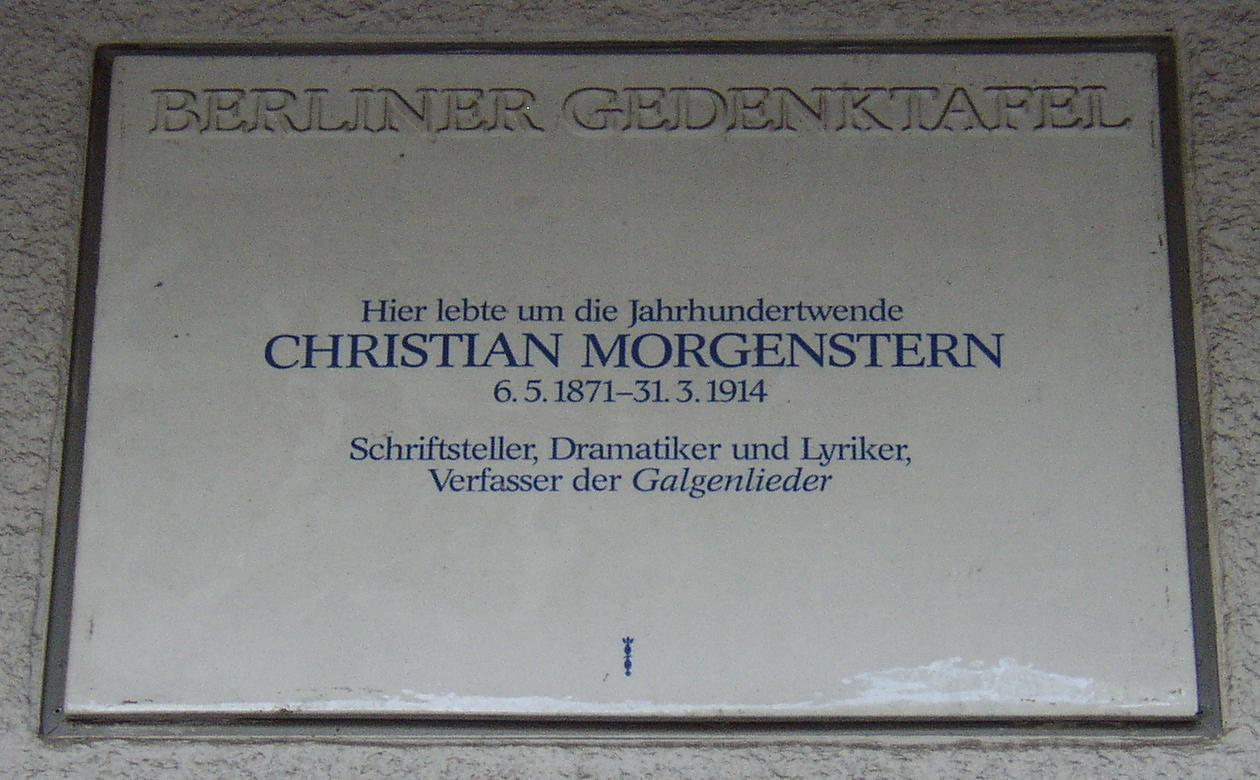

- Lucrări de Christian Morgenstern la Proiectul Gutenberg